# Faro di Fano
Il faro di Fano sorge circa a 350 m. a Sud dell'entrata del porto canale ed è costituito da una torre bianca quadrangolare che si eleva da un edificio a due piani di color mattone, sede dell'Ufficio circondariale marittimo.

## Storia
Il faro è controllato e gestito dal Comando di zona fari della Marina Militare con sede a Venezia (che tra l'altro si occupa di tutti i fari del Medio e Alto Adriatico). La Marina Militare si occupa della gestione di tutti i fari (di cui 128 d'altura) sui circa 7.600 km  di coste italiane dal 1910, avvalendosi sia di tecnici militari che civili.